# Милан
Мила́н (итал. Milano [miˈlaːno], ломб. Milan [miˈlãː], нем. Mailand [ˈmaɪ̯lant], лат. Mediolanum — в центре равнины) — главный город северной Италии. Относится к глобальным городам. Милан — административный центр Ломбардии и одноимённой территориальной единицы, приравненной к провинции. Милан является вторым по величине городом Италии и центром крупнейшей городской агломерации страны, имеет репутацию финансово-экономической и научной столицы страны и одной из мировых столиц моды.

## Географическое положение
Агломерация Милана или Большой Милан занимает площадь 1982 км² и имеет население более 5 млн человек.
Город занимает площадь 181,76 км² и имеет население 1 342 385 человек (2015). Подразделяется на 9 городских районов или зон.
Удалён от столицы Рима на 573 км к северу.

## Герб
Современный герб представляет собой червлёный крест Св. Георгия на серебряном поле. Крест изображён на флаге города. Над гербовым щитом помещена корона в виде зубчатой стены с пятью башнями — форма, принятая в городских гербах многих европейских стран, восходящая к римской corona muralis. Щит окружён венком из двух ветвей: лавровой и дубовой.

## История
Предполагается, что Милан был основан племенем инсубров примерно в 600 году до н. э. Завоёван римлянами, давшими ему название Медиолан (лат. Mediolanium или Mediolanum), примерно в 222 году до н. э.
В IV веке нашей эры, во времена епископа Амвросия и императора Феодосия I, город соперничал с Римом и Равенной за звание центра Западной Римской империи. После разорения остготами и гуннами пришёл в упадок. Обветшавшие городские стены рухнули при лангобардах. Вся полнота власти перешла к миланскому архиепископу.
По мере роста материального благосостояния города возрастало значение торгового патрициата, который не желал мириться с всевластием церкви. В 1045 году был провозглашён самостоятельным государством (коммуной). Началась ожесточённая борьба за главенство в Ломбардии с такими коммунами, как Павия, Кремона, Комо и Лоди. В 1111 году Лоди был повержен, через 16 лет миланцами был разгромлен Комо.

Чрезмерное усиление горожан вызвало обеспокоенность императора Фридриха Барбароссы, который вторгся со своей армией на север Италии. Милан пал в 1162 году. После девятимесячной осады город был взят и разорён имперскими войсками. Жители разбрелись по сельской местности, укрепления были снесены. В 1167 году Милан был восстановлен силами Ломбардской лиги городов. Совместными усилиями коммун императору было нанесено поражение при Леньяно (1176). 
По Констанцскому миру 1183 года за городом были признаны экономические привилегии, позволившие ему превратиться в один из богатейших городов Европы XIII века. Эта эпоха ознаменовалась противостоянием народной партии Торриани с городской аристократией во главе с родом Висконти. Торриани стали называть себя гвельфами, а сторонники Висконти — гибеллинами. В 1277 году архиепископ Оттоне Висконти одержал окончательную победу над своими врагами. Республиканская форма правления была заменена на монархическую.
Род Висконти продолжал править Миланом до 1450 года, после чего его сменила династия Сфорца. В эти годы город стал одним из первых в мире очагов капитализма. Дополнительный импульс местной экономике придало развитие шелкопрядения и то обстоятельство, что пандемия чумы обошла Ломбардию стороной. При дворе Сфорца работали такие мастера, как Леонардо да Винчи и Донато Браманте. На рубеже XV и XVI веков Миланское герцогство стало яблоком раздора между французской династией Валуа и испанской Габсбургов. В эти годы Милан находился под управлением французов.
В 1540 году император Карл V Габсбург передал город своему сыну Филиппу Испанскому. Испанское владычество продолжалось до 1706 года. Все эти годы город переживал экономический и культурный застой. Подлинной катастрофой стала вспышка чумы в 1630 году, изображённая в классическом романе Алессандро Мандзони «Обручённые». По итогам Войны за испанское наследство город перешёл к австрийской ветви Габсбургов и стал медленно прогрессировать.
Во время Революционных войн Милан был оккупирован в 1796 году Итальянской армией Французской республики. Он был провозглашён столицей Цизальпинской республики, которая в 1802 году стала Итальянской, а в 1805 году Итальянским королевством.
По завершении Наполеоновских войн Милан вернулся под австрийское владычество, но продолжал оставаться одним из главных центров борьбы за объединение Италии. В 1859 году, после Второй Итальянской войны за независимость, город вместе со всей Ломбардией сверг австрийское правление и вошёл в королевство Сардиния, которое было преобразовано в королевство Италия в 1861 году. Поначалу планировалось сделать его столицей объединённого государства, однако по ряду причин эти планы были пересмотрены.
Как важнейший индустриальный центр Италии, во время Второй мировой войны подвергался ковровым бомбардировкам. Милан был частью марионеточного государства Итальянской Социальной Республики Муссолини и важным командным центром немецкой армии, размещённой в Италии.
К 25 апреля 1945 года, когда война в Италии была закончена, город оказался сильно разрушенным, а пригороды Прекотто и Терро полностью уничтожены. В послевоенные годы он был восстановлен и снова стал важным финансовым и индустриальным центром страны. Из остатков разбомблённых зданий, не подлежавших восстановлению, был насыпан холм Монте Стелла, на котором был разбит парк площадью 370 тысяч квадратных метров. Несмотря на повсеместную военную бедность город активно восстанавливали. На сегодняшний день Милан, Турин и Генуя образуют мощнейший индустриальный треугольник и главный экономический полюс Италии.

## Климат
Характерен влажный субтропический климат с некоторыми признаками континентального, типичный для внутренних равнин северной Италии с жарким влажным летом и холодной влажной зимой, в отличие от средиземноморского климата на юге страны.
Средняя температура в центре города коле́блется от −3 до +4 °C в январе и от 19 до 30 °C в июле. Снегопады являются весьма распространённым явлением в зимний период, хотя в последние 15 — 20 лет они стали реже. Влажность довольно высокая на протяжении всего года, среднегодовой уровень осадков около 1000 мм.
| Показатель                    | Янв.  | Фев.  | Март  | Апр. | Май  | Июнь | Июль | Авг. | Сен. | Окт. | Нояб. | Дек.  | Год   |
| ----------------------------- | ----- | ----- | ----- | ---- | ---- | ---- | ---- | ---- | ---- | ---- | ----- | ----- | ----- |
| Абсолютный максимум, °C       | 23,1  | 24,8  | 28,3  | 31,9 | 35,0 | 37,2 | 38,3 | 38,2 | 35,1 | 30,0 | 22,4  | 18,9  | 38,3  |
| Средний суточный максимум, °C | 6,4   | 9,0   | 14,1  | 17,3 | 22,0 | 25,8 | 28,6 | 27,9 | 23,6 | 17,3 | 10,6  | 7,0   | 17,5  |
| Средняя температура, °C       | 1,1   | 2,9   | 7,7   | 11,4 | 16,4 | 20,3 | 23,0 | 22,2 | 17,9 | 12,5 | 6,3   | 2,0   | 12,0  |
| Средний суточный минимум, °C  | −3,1  | −2,7  | 1,4   | 5,3  | 10,4 | 14,3 | 16,8 | 16,7 | 12,7 | 7,8  | 2,1   | −2,5  | 6,6   |
| Абсолютный минимум, °C        | −17,3 | −17,8 | −11,1 | −4,9 | 1,2  | 1,2  | 7,5  | 7,8  | −0,7 | −2,9 | −9,1  | −14,3 | −17,8 |
| Норма осадков, мм             | 64    | 63    | 82    | 82   | 97   | 65   | 68   | 93   | 69   | 100  | 101   | 60    | 944   |
| Источник: «Погода и Климат»   |       |       |       |      |      |      |      |      |      |      |       |       |       |

| Относительная влажность воздуха, % | Относительная влажность воздуха, % | Относительная влажность воздуха, % | Относительная влажность воздуха, % | Относительная влажность воздуха, % | Относительная влажность воздуха, % | Относительная влажность воздуха, % | Относительная влажность воздуха, % | Относительная влажность воздуха, % | Относительная влажность воздуха, % | Относительная влажность воздуха, % | Относительная влажность воздуха, % | Относительная влажность воздуха, % |
| Янв                                | Фев                                | Мар                                | Апр                                | Май                                | Июн                                | Июл                                | Авг                                | Сен                                | Окт                                | Ноя                                | Дек                                | Год                                |
| 86                                 | 78                                 | 71                                 | 75                                 | 72                                 | 71                                 | 71                                 | 72                                 | 74                                 | 81                                 | 85                                 | 86                                 | 77                                 |
| ---------------------------------- | ---------------------------------- | ---------------------------------- | ---------------------------------- | ---------------------------------- | ---------------------------------- | ---------------------------------- | ---------------------------------- | ---------------------------------- | ---------------------------------- | ---------------------------------- | ---------------------------------- | ---------------------------------- |

| Число солнечных дней | Число солнечных дней | Число солнечных дней | Число солнечных дней | Число солнечных дней | Число солнечных дней | Число солнечных дней | Число солнечных дней | Число солнечных дней | Число солнечных дней | Число солнечных дней | Число солнечных дней | Число солнечных дней |
| Янв                  | Фев                  | Мар                  | Апр                  | Май                  | Июн                  | Июл                  | Авг                  | Сен                  | Окт                  | Ноя                  | Дек                  | Год                  |
| 1,9                  | 3,4                  | 4,9                  | 5,9                  | 6,8                  | 8,1                  | 9,2                  | 8,1                  | 6,2                  | 4,2                  | 2,2                  | 1,9                  | 62,8                 |
| -------------------- | -------------------- | -------------------- | -------------------- | -------------------- | -------------------- | -------------------- | -------------------- | -------------------- | -------------------- | -------------------- | -------------------- | -------------------- |

## Экономика
В Милане расположены Итальянская фондовая биржа, множество финансовых и торговых компаний (Pirelli, Telecom Italia, Alfa Romeo), а в пригороде располагаются промышленные предприятия. Мировой известностью пользуются модные дома и предприятия лёгкой промышленности (марки Giorgio Armani, Gianni Versace, Dolce & Gabbana, Prada и др.). Миланская неделя моды проходит в феврале и сентябре. В городе издаётся популярнейшая в Италии газета Corriere della Sera.
Именно здесь был построен первый в Италии небоскрёб Башня Пирелли. В начале XXI века возведены высотные офисные здания в квартале Порта-Нуова. Торгово-выставочный комплекс «Фиера ди Милано» является крупнейшим в стране; здесь проходит самая большая в Европе выставка товаров для кухни Macef. Выставочные площади в северо-западных пригородах Перо и Ро были открыты в мае 2005 года.

## Транспорт

### Аэропорты
- В Варесе, к северу от Милана, действует большой международный аэропорт Мальпенса (MXP). Он соединён с центром города железнодорожной веткой, по которой следует «Мальпенса-Экспресс» от станций Кадорна и Милано Чентрале.
- В черте города расположен аэропорт Линате (LIN), который используется для внутриевропейского и республиканского сообщения.
- Аэропорт имени Караваджо (Орио-аль-Серио, BGY) в Бергамо используется для низкобюджетных перевозок внутри Европы[9], чартеров и грузовых операций.

В совокупности три аэропорта делают Милан крупным европейским узлом авиаперевозок с оборотом более 30 миллионов пассажиров в год.

### Метро и трамвай
Милан имеет 5 линий метро (M1 — красная, M2 — зелёная, M3 — жёлтая, M5 — фиолетовая, линия M4 синяя) общей протяжённостью около 95 км. Также есть линия лёгкого метро «Метро Св. Рафаэля», соединяющая больницу Св. Рафаэля со станцией «Кащина Гобба» (M2). 
В городе расположена наиболее развитая система трамваев в Западной Европе протяжённостью более 160 км путей. Троллейбусная сеть значительно меньше трамвайной, но тем не менее одна из крупнейших в Западной Европе. Представляет собой кольцо вокруг центра города с несколькими ответвлениями в сторону окраин.

### Железнодорожное сообщение
Пригородное железнодорожное сообщение (называют S Lines (Suburban Railway Service), похоже на французский RER и немецкий S-Bahn) объединяет 10 пригородных линий, которые соединяют Большой Милан и другие города, например, Комо и Варезе.
Региональное железнодорожное сообщение (называют R (Regional) соединяет Милан с населёнными пунктами Ломбардии. Центральный вокзал Милана — один из крупнейших по пассажиропотоку в Европе.

### Такси
Работает такси, принадлежащее частным компаниям и лицензируемое муниципалитетом Милана (Comune di Milano). Машины бывают только белого цвета. Цена поездки зависит от её продолжительности и расстояния.

## Достопримечательности
В градостроительной ткани Милана пересеклись многочисленные архитектурные стили, наиболее важные среди которых: краснокирпичная ломбардская романика, ранние ренессансные шедевры Филарете и Браманте, нетипичные для Италии дворцы в стиле классицизма.
Два символа города: беломраморный Дуомо, расположенный на главной городской площади рядом с королевским дворцом, и замок Сфорца, который, возможно, послужил образцом для ломбардских зодчих, возводивших в конце XV века стены Московского Кремля. Усыпальницей средневековых и ренессансных правителей Милана служила расположенная за городом картезианская обитель.
От античных времён сохранились фрагменты амфитеатра и перестроенные в Средние века великие базилики: Амвросианская (с саркофагом Стилихона) и Лаврентианская. Монастырь Санта-Мария-делле-Грацие объявлен ЮНЕСКО памятником Всемирного наследия. Расположенная в нём фреска Леонардо да Винчи «Тайная вечеря» привлекает толпы туристов со всего мира.
Об эпохе Наполеоновских войн напоминают Королевская вилла, где Наполеон I жил со своей женой Жозефиной, и задуманная им Арка мира (у парка Семпионе, достроена австрийцами в 1838 году).
Миланский оперный театр Ла Скала, один из ведущих в мире. В период его реконструкции оперные и балетные постановки переместились в новый театр Арчимбольди. Из драматических театров наиболее известен Пикколо, основанный Джорджо Стрелером.
Амброзианская библиотека, одна из старейших в Европе. Жемчужина этого собрания: рисунки и рукописи Леонардо да Винчи. Произведения художников ломбардской школы собраны в Пинакотеке Брера. Старинное декоративно-прикладное искусство сосредоточено в музее Польди-Пеццоли. Работы современных художников собраны в Павильоне современного искусства и открывшемся в 2010 году Музее XX века.
Бутики крупнейших модных домов расположены на виа Монтенаполеоне и в старинной галерее Виктора Эммануила II на площади Дуомо.
- Площадь делла Скала
- Театр «Ла Скала»
- Галерея Виктора Эммануила II
- Амброзианская базилика
- Парк Семпионе

## Образование
Высшее образование предоставляют несколько десятков миланских учреждений. Среди них государственные Миланский университет и Миланский технический университет, частный университет Боккони, Католический университет Святого Сердца, Миланская консерватория имени Джузеппе Верди.

## Кухня
Как и в большинстве городов Италии, в Милане сложилась собственная местная кулинарная традиция, которая, как и в кухне Северной Италии, чаще использует рис, чем макароны, сливочное масло, а не растительное. Почти нет блюд с помидорами или рыбой.

## Спорт
Футбольные клубы «Милан» и «Интернационале» — гранды европейского футбола, которые выиграли на двоих 10 трофеев Лиги чемпионов.
Миланская «Олимпия» — успешная европейская баскетбольная команда, которая выиграла 3 Кубка европейских чемпионов, Межконтинентальный кубок, 3 Кубка обладателей кубков, 2 Кубка Корача и 28 национальных чемпионатов.
Миланский регби-клуб «Аматори» выиграл 18 национальных чемпионатов.
Хоккейные клубы Милана выиграли 29 национальных чемпионатов. 
Ежегодно проводится Миланский марафон.
Зимние Олимпийские игры 2026 года пройдут в Милане.
Стадионы
- Автодром Монца (итал. Autodromo di Monza) — автомототрек на 135 130 мест.
- «Сан-Сиро» (Джузеппе Меацца) (футбол, домашняя арена футбольных клубов «Милан» и «Интернационале») — 85 700 мест.
- Arena Civica (лёгкая атлетика, регби, футбол) — 30 000 мест.
- Brianteo (лёгкая атлетика, футбол) — 18 568 мест.
- Ippodromo del Trotter (конные виды спорта) — 16 000 мест.
- Ippodromo del Galoppo (конные виды спорта) — 15 000 мест.
- Forum di Assago (баскетбол, хоккей, волейбол, концертная площадка) — 16 000 мест.
- Velodromo Vigorelli (велотрек, американский футбол) — 12 000 мест.
- Mazda Palace (баскетбол, волейбол) — 9000 мест.
- PalaLido (баскетбол) — 5000 мест.
- Agorà (хоккей) — 4000 мест.
- Nuovo Giuriati (регби) — 4000 мест.

## Миланские традиции
Покровителем города считается святитель Амвросий Медиоланский, в день памяти которого 7 декабря отмечается праздник города.
Из кулинарных блюд города известен традиционный рождественский сладкий пирог панеттоне.

## Города-побратимы
- Вифлеем (араб. بيت لحم,‎), Палестинская национальная администрация, с 2000 года[11]
- Бирмингем (англ. Birmingham), Англия, с 1974 года[11]
- Чикаго (англ. Chicago), США (1973)[11]
- Краков (пол. Kraków), Польша[11]
- Тэгу (кор. 대구?, 大邱?), Южная Корея, с 2015 года[11]
- Дакар (фр. Dakar), Сенегал[11]
- Лион (фр. Lyon), Франция[11]
- Франкфурт-на-Майне (нем. Frankfurt am Main), Германия, с 1971 года[11]
- Мельбурн (англ. Melbourne), Австралия[11]
- Осака (яп. 大阪市), Япония[11]
- Сан-Паулу (порт. São Paulo), Бразилия, с 1961 года[11]
- Шанхай (кит. упр. 上海, пиньинь Shànghǎi), Китай[11]
- Тель-Авив (ивр. תֵּל־אָבִיב-יָפוֹ‎, араб. تَلْ أَبِيبْ يَافَا‎), Израиль[11]
- Торонто (англ. Toronto), Канада[11]